# Indre By

I distretti del comune di Copenaghen:
A: Indre By ("Centro di Copenaghen")
B: Christianshavn
C: Indre Østerbro ("Østerbro interno")
D: Ydre Østerbro ("Østerbro esterno")
E: Indre Nørrebro ("Nørrebro interno")
F: Ydre Nørrebro ("Nørrebro esterno")
G: Bispebjerg
H: Vanløse
I: Brønshøj-Husum
J: Vesterbro
K: Kongens Enghave
L: Valby
M: Vestamager
N: Sundbyvester
O: Sundbyøster

Indre By (Città interna), detto anche Centro di Copenaghen o K o Città, è uno dei 15 distretti amministrativi, statistici e tributari (bydele) del comune di Copenaghen, Danimarca.
I distretti confinanti sono:
- a est e sud Christianshavn, separato dal Centro dal Porto interno (Inderhavnen) e dal Porto di Copenaghen (Københavns Havn)
- a nord Indre Østerbro
- a ovest Indre Nørrebro e il comune di Frederiksberg, un'enclave autonoma dal comune della Città, separati dal Centro dai laghi (lago Skt. Jørgens, lago Peblinge e lago Sortedams)
- a sudovest Vesterbro
- a sud Vestamager, separato dal Centro dal Porto Sud (Sydhavnen)